# Beldis
Die Beldis war das weltweit erste eigens geplante und erbaute Schwergutschiff.

## Vorgeschichte
1918 gründete Christen Smith, ein ehemaliger Offizier der norwegischen Marine, die Reederei Belships, deren ersten beiden Schiffe schon 1921 im Zuge der Schifffahrtskrise aufgelegt wurden. Anfang der 1920er Jahre stieg das Ladungsaufkommen an Lokomotiven und Eisenbahnwaggons aus Europa und den Vereinigten Staaten, die nach Südamerika und Asien verschifft wurden. Lokomotiven wurden seinerzeit nach dem Bau wieder in ihre Bestandteile zerlegt, um nach der Verschiffung über See im Bestimmungsland erneut wieder zusammengebaut zu werden. Das britische Unternehmen Armstrong, Whitworth & Company erhielt kurz nach dem Ende des Ersten Weltkrieges den Auftrag zur Lieferung von 200 schweren Tenderlokomotiven für die Belgische Staatsbahn. Smith sah in der Verladung kompletter Lokomotiven eine Nische im Frachtenmarkt und ließ daraufhin die beiden aufgelegten Schiffe Belgot und Belfri zu Schwergutschiffen mit zwei großen Luken und leistungsstarkem Ladegeschirr umbauen. Lokomotiven konnten auf diese Weise schon etwa einen Tag nach dem Anlandsetzen betriebsbereit sein.

## Neubau
Bald darauf erhielt Smith den Auftrag zur Verschiffung einer größeren Anzahl von Lokomotiven nach Indien. Er reiste zunächst nach Bombay um die örtlichen Gegebenheiten zu untersuchen und orderte daraufhin den ersten eigens für den Schwerguttransport konstruierten Schiffsneubau bei der renommierten Newcastler Werft Armstrong, Whitworth & Company. Der Entwurf der Beldis ging noch einen Schritt weiter, als bei den Schiffen Belgot und Belfri und verfügte über drei Laderäume mit großen Luken und verstärkter Tankdecke, neun Schwergut-Ladebäume und acht Ladewinden. Das Motorschiff mit einer Tragfähigkeit von 3400 Tonnen war außerdem auf den Transport extrem schwerer oder besonders sperriger Ladungen an Deck vorbereitet.

## Karriere
1924 wurde der Neubau abgeliefert und unternahm seine Jungfernreise mit siebzehn Lokomotiven vom Tyne nach Buenos Aires. Nach zwölf Jahren wurde das Schiff an die Reederei Lambert Brothers in London veräußert, die es kurzfristig als Beldisa weiterbetrieb, bevor sie es 1937 als Herma an Leif Erichsens Rederi A/S in Bergen weitergab. Im April 1940, beim Einmarsch der deutschen Truppen in Norwegen, befand sich die Herma auf der Reise von Halifax nach Corner Brook und fuhr für den Rest der Kriegszeit auf Seiten der Alliierten. Nach zahlreichen Einzel- und Konvoireisen während des Zweiten Weltkriegs übernahm die die Reederei A/S Rask (Sigv. Risanger) in Haugesund das Schiff im April 1950 für 750.000 Norwegische Kronen und benannte es in Rask um. Nur zwei Jahre darauf wechselte das Schiff für 3,5 Millionen Norwegische Kronen als Silja zur Reederei Suomen Moottorilaiva OY in Helsinki. 1956 erwarb Varustamo Paavo Nurmi in Espo das Schiff als Satu, und weitere zwei Jahre später erfolgte ein weiterer Verkauf innerhalb Finnlands, als Make an die O/Y Thombrokers A/B in Helsinki. Auch der Verkauf 1963 an die Laiva O/Y Ritva (Erkki Poikonen) beließ das Schiff in Helsinki. Erst 1967, beim Verkauf an die Reederei Matheos Rigas & Dinos Matropoulos in Piräus kam das Schiff als Marietta unter Panamaflagge. 1971 erwarb die Abbruchwerft Sariktzis-Kaeintis-Kritikos die Marietta und begann Mitte August des Jahres mit der Verschrottung des 47 Jahre alten Schiffs.